# بیکنز هیل، نیوساوت ولز
بیکنز هیل (به انگلیسی: Beacon Hill) یک حومه شهر در استرالیا است که در نیو ساوت ولز واقع شده‌است.